# Laxenecera sororcula
Laxenecera sororcula là một loài ruồi trong họ Asilidae. Laxenecera sororcula được Karsch miêu tả năm 1888. Loài này phân bố ở vùng nhiệt đới châu Phi.